# Nikolaus Wachsmann
Nikolaus Wachsmann (* 1971, Mnichov) je německý historik a profesor. Vědecky se soustředí na koncentrační tábory, právo, věznice a policii v moderním Německu, kromě toho se věnuje teroru a odporu ve Třetí říši.

## Život
Absolvoval London School of Economics s bakalářským titulem a magisterské studium filozofie na Cambridgeské univerzitě. Na Londýnské univerzitě získal z doktorát z filozofie (Ph.D.) Jeho doktorská práce, kterou dokončil v roce 2001, byla nazvaná Reforma a represe: věznice a trestní politika v Německu, 1918-1939. V říjnu 1998 zahájil svou akademickou kariéru jako vědecký pracovník na Downing College v Cambridge. Byl přednášejícím na univerzitě v Sheffieldu. V roce 2005 nastoupil na katedru historie a archeologie Birkbeck, University of London.

## Ocenění a vyznamenání
- Royal Historical Society Gladstone History Book Prize
- Jewish Quarterly-Wingate Prize[2]
- Mark Lynton History Prize
- Wolfson History Prize.

## Dílo
- KL: A History of the Nazi Concentration Camps (New York, London, 2015)
- Die Linke im Visier. Zur Errichtung der Konzentrationslager 1933 (Göttingen, 2014), spolueditor Sybille Steinbacher
- The Nazi Concentration Camps, 1933-1939: A Documentary History (Lincoln, 2012), spolueditor Christian Goeschel
- Concentration Camps in Nazi Germany: The New Histories (London, 2010), spolueditor Jane Caplan
- "Before the Holocaust: New Approaches to the Nazi Concentration Camps, 1933-1939", spolueditor Christian Goeschel
- Hitler's Prisons: Legal Terror in Nazi Germany (New Haven: Yale University Press, 2004)